# Julia Sarah Stone
Julia Sarah Stone (Vancouver, 24 november 1997) is een Canadese actrice.

## Biografie
Stone begon op zesjarige leeftijd met het volgen van acteerlessen, en verscheen in diverse toneelvoorstellingen. In 2013 onthulde zij haar interesse in psychologie, en dat zij dit ook gebruikt in haar acteerwerk. Zij heeft psychologie gestudeerd aan de Universiteit van Brits-Columbia in Brits-Columbia.
Stone begon in 2011 met acteren in de film The Year Dolly Parton Was My Mom, waarna zij nog meerdere rollen speelde in films en televisieseries. Met de rol in deze film won zij in 2012 een Young Artist Award. In 2015 won zij ook een Leo Award met haar rol in de film Wet Bum.

## Filmografie

### Films
Uitgezonderd korte films.
- 2022 Marlene - als Marlene (jonge volwassene)
- 2020 An Introvert's Guide to High School - als Ava
- 2020 Under the Weather - als Maggie
- 2020 Come True - als Sarah Dunne
- 2020 The Marijuana Conspiracy - als Mary
- 2018 Honey Bee - als Natalie
- 2017 Allure - als Eva
- 2017 The Space Between - als Emily
- 2016 Weirdos - als Alice
- 2016 The Unseen - als Eva
- 2015 Every Thing Will Be Fine - als Mina (12-14 jaar oud)
- 2015 Unearthing - als Chris Adams
- 2014 How and Why - als Acton, Ellis & Currer
- 2014 Wet Bum - als Sam
- 2013 Heart of Dance - als Anna Charmichael
- 2013 Tasmanian Devils - als kind
- 2012 Vampire Dog - als Skylar
- 2011 The Pastor's Wife - als Hannah Winkler
- 2011 The Year Dolly Parton Was My Mom - als Elizabeth

### Televisieseries
Uitgezonderd eenmalige gastrollen.
- 2020 When the Street Lights Go On - als Berlice Beaman - 8 afl.
- 2016 Aftermath - als Dana Copeland - 13 afl.
- 2015 Falling Skies - als Caitlin - 2 afl.
- 2013 The Killing - als Lyric - 12 afl.